# Subdelegación de Chile
La Subdelegación del Gobierno de Chile fue una entidad político-administrativa subnacional de la administración pública del Gobierno de Chile, creada en el marco del reino de Chile, como resultado de las reformas borbónicas al interior del Imperio español, que tomaron algunas ideas monárquicas del Antiguo Régimen de Francia (subdélégué en francés). Posterior a la independencia de Chile, un conjunto de subdelegaciones formaban un departamento o partido, dependiendo lo que dictaminaba cada constitución. Una subdelegación se subdividía en distritos, la unidad político-administrativa más pequeña existente y que se encontraba a cargo de un inspector, el cual era nombrado y se encontraba subordinado al subdelegado.
Excepcionalmente también existió el cargo de Subdelegado de la Patagonia chilena, quien era normalmente un cacique perteneciente a algún pueblo originario local, nombrado directamente para representar al Estado chileno en esa región. Las subdelegaciones coexistieron con las comunas hasta 1976, cuando se reformó la división política-administrativa del país bajo la dictadura militar dirigido por Augusto Pinochet, iniciando el proceso de regionalización que rige hasta la actualidad, aunque con ciertas modificaciones. La Dirección General del Territorio Marítimo y Marina Mercante de Chile (DIRECTEMAR), conservó la Subdelegación Marítima como una entidad administrativa del mar chileno en la que se divide una Gobernación Marítima y a la que se subordinan las alcaldías de mar.
El funcionario encargado era el Subdelegado del Gobierno, quien era la máxima autoridad de la subdelegación.